# Une fille pour le diable
Pour plus de détails, voir Fiche technique et Distribution.
Une fille pour le diable (To the Devil a Daughter) est un film britannico-allemand réalisé par Peter Sykes, sorti en 1976.

## Synopsis
John Verney, un spécialiste des sciences occultes, est chargé de veiller sur la fille d'un ami, qui est promise à un groupe sataniste pour l'offrir au Diable.

## Fiche technique
- Titre français : Une fille pour le diable[1]
- Titre original : To the Devil a Daughter
- Réalisation : Peter Sykes
- Scénario : Christopher Wicking, d'après le roman de Dennis Wheatley
- Musique : Paul Glass
- Photographie : David Watkin
- Montage : John Trumper
- Production : Roy Skeggs
- Sociétés de production : Hammer Films & Terra-Filmkunst
- Société de distribution : EMI
- Pays :  Royaume-Uni,  Allemagne de l'Ouest
- Langue : Anglais
- Format : Couleur - Mono - 35 mm - 1.85:1
- Genre : Fantastique
- Durée : 89 min

## Distribution
- Richard Widmark (VF : Marc Cassot) : John Verney
- Christopher Lee (VF : Sady Rebbot) : Père Michael Rayner
- Nastassja Kinski (VF : Isabelle Ganz) : Catherine Beddows
- Denholm Elliott (VF : Michel Muller) : Henry Beddows
- Anthony Valentine (VF : Pierre Arditi) : David Kennedy
- Honor Blackman : Anna Fountain
- Michael Goodliffe : George De Grass
- Eva Maria Meineke : Eveline De Grass
- Constantine Gregory (en) : Kollde
- Anna Bentinck (VF : Béatrice Delfe) : Isabel
- Derek Francis : Monseigneur

## Autour du film
- Il s'agit du pénultième film pour le cinéma, et le dernier sur un sujet fantastique, produit par les studios Hammer. Suivront en 1979, Une femme disparaît d'Anthony Page et, dans les années 1980, deux séries télévisées d'anthologie fantastique.

- Dennis Wheatley, qui, par amitié, avait accordé à Christopher Lee la gratuité des droits d'exploitation de son roman, se déclara offensé par le traitement grand-guignolesque du dénouement du film. Dépité, le comédien se rangea à l'opinion du romancier sans pouvoir modifier le choix de la production.

- Richard Widmark, que le projet ne séduisait guère, ne cacha pas son mécontentement pendant le tournage.

- Bien que le film soit réputé pour l'unique scène de nu de la carrière de Christopher Lee, celle-ci, en réalité, fut exécutée par le cascadeur Eddie Powell (non crédité au générique), qui assura, en outre, la plupart des doublures de l'acteur durant sa collaboration à la Hammer.

- Nastassja Kinski apparaît intégralement nue à la fin du film alors qu'elle n'avait que quatorze ans lors du tournage en 1975. Elle regrettera par la suite cette scène de nu[2].